# 玉光街礼拝堂

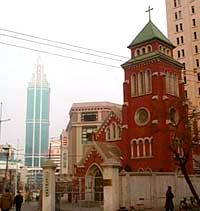
玉光街礼拝堂（中国・大連）、左の背景に中山広場と大連世界貿易中心

玉光街礼拝堂（ぎょっこうがいれいはいどう、英文名称：Yuguang Street Church）は中国の大連市にあるキリスト教プロテスタントの教会で、以前は大連聖公会（英文名称：Dalian Anglican Church）と呼ばれていた由緒ある教会で、建物は大連市重点保護建物に指定されている。

## 簡単な歴史
日本は1905年から1945年まで、現在の大連広域市の南半分を租借していたが、日英同盟の関係で大連市の一等地である大広場（現在の中山広場）に英国領事館があり（現在の大連金融大廈のある位置）、その敷地内に聖公会教会が置かれて、第一代の教会堂は黒レンガの建物であった。
二代目の赤レンガの教会堂は1928年、イングランド国教会と日本聖公会の共同で建設され、日曜礼拝は朝9:00から英語で、10:30から日本語でというように行なわれた。この教会は中華聖公会の華北教区に所属（監督＝主教は北京住在）していた。
第二次世界大戦後、日本の建物はすべて中国に接収され、宗教関係の建物は他の目的に使用されるようになったが、大連聖公会は半分戦勝国・英国の持ち物であったため、教会堂として残されて、中華人民共和国の設立後も、玉光街礼拝堂と改名されて残された。1966年～1977年の文化大革命時期には宗教の迫害が行なわれて、教会堂としての機能はせず、窓のステンドグラスなども壊され、子供たちの学習場となった。1980年代初頭から礼拝が再開され、超教派の（post-denominational）中国基督教協会の教会として、大連市でももっとも人気がある教会である。2001年に大連市重点保護建築に指定された。

## 教会の現状

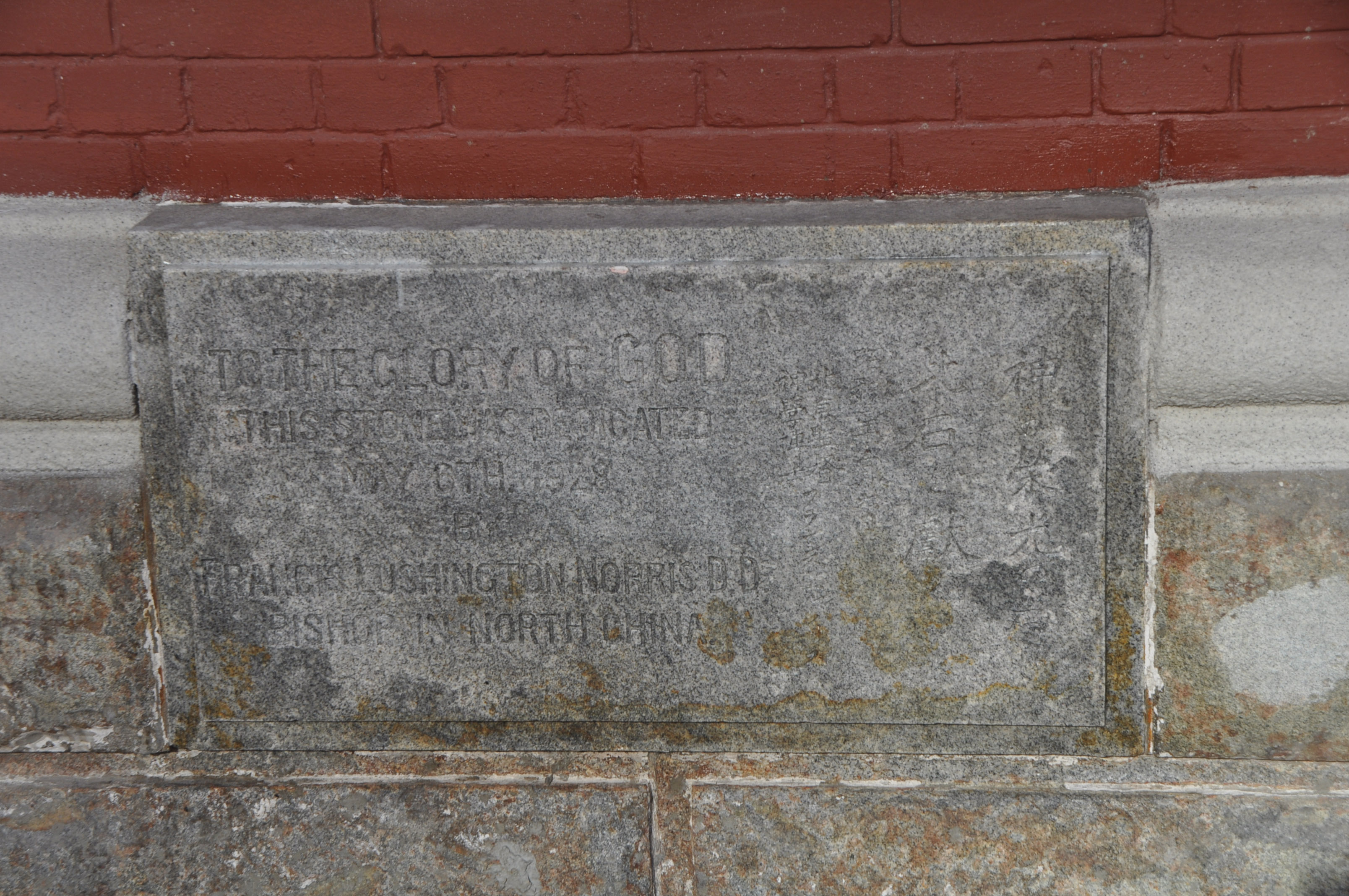
玉光街礼拝堂の礎石（2013年撮影）

- 住所：郵政編碼116001 大連市中山区玉光街2号
- 電話：0411-8263-0583

教会堂はステンドグラスが壊され、聖公会風の祭壇が取り壊された以外は、ほぼ1928年建設当時のままの姿をとどめている。
入り口右側にある礎石に 日本語（右側、縦書き）と英語（左側、横書き）で、
神の榮光の為
此石を獻ぐ
昭和三年五月六日
北京監督・神學博士
フランシス・エル・ノリス
TO THE GLORY OF GOD
THIS STONE WAS DEDICATED
MAY 6TH. 1928
BY
FRANCIS LUSHINGTON NORRIS D.D.
BISHOP IN NORTH CHINA
と読めるが、いま日本語部分は読みにくい。
礼拝は金曜日夕方（青年礼拝）、日曜日3回、聖書研究会などが行なわれている。洗礼は、降誕節（クリスマス）および復活節（イースター）の前の日曜日夕方に通常行なわれる。クリスマスイブの午後遅くから行なわれる50人の合唱を交えたクリスマス祝会は有名で、またクリスマスの日は礼拝は行なわれず、各グループがお祝いの歌と踊りを披露する会が早朝から昼過ぎまで行なわれる。

## 参考
- 大連市玉光街礼拝堂を訪ねて (2008)